# Виньфук
Виньфу́к (вьет. Vĩnh Phúc, тьы-ном 永福) — провинция в северной части Вьетнама, в долине реки Хонгха. Административный центр провинции — город провинциального подчинения Виньиен, расположен в 63 км от Ханоя.

## География
Площадь составляет 1 232 км².

## История
1 августа 2008 часть провинции, исторический район Мелинь (вьет. Mê Linh, тьы-ном 麊泠) был передан Ханою.

## Население
Население по данным на 2009 год — 1 000 838 человек. Плотность населения — 812,37 чел./км².

## Административное деление
В административном отношении делится на:
- город провинциального подчинения Виньиен (122568 жителей)
- город Фукиен (104092 жителя)[4].

и 7 уездов:
- Биньсуен (Bình Xuyên);
- Лаптхать (Lập Thạch);
- Шонгло (Sông Lô);
- Тамзыонг (Tam Dương);
- Тамдао (Tam Đảo);
- Виньтыонг (Vĩnh Tường);
- Иенлак (Yên Lạc).